# Elinvar
Elinvar è una lega metallica a base di nichel, ferro e cromo, nota per avere un modulo di elasticità che non cambia molto con il variare della temperatura.

## Metallo
Fu inventato da Charles Édouard Guillaume, un fisico svizzero che inventò anche Invar, un'altra lega di nichel e ferro a bassissima dilatazione termica. Guillaume vinse il premio Nobel per la fisica nel 1920 per queste scoperte, il che dimostra quanto fossero importanti queste leghe per gli strumenti scientifici.
Il nome è una contrazione della parola francese élasticité invariable ("elasticità invariabile"), originariamente consisteva del 52% di ferro, 36% di nichel e 12% di cromo. È quasi non magnetico e resistente alla corrosione. 
Altre varianti della lega di Elinvar sono: 
- lega ferromagnetica Elinvar a base di ferro e cobalto
- lega antiferromagnetica Elinvar a base di manganese e cromo
- lega Elinvar non magnetica a base di palladio

Questa lega veniva impiegata soprattutto nelle molle di bilanciamento per orologi meccanici e cronometri.